# مخيم درعا (طوارئ)
مخيم درعا الطوارئ هو مخيم للاجئين الفلسطينيين في سوريا، يقع في مدينة درعا بجوار مخيم درعا. أنشئ المخيم عام 1967 لحوالي 4,200 لاجئ فلسطيني اضطروا إلى مغادرة محافظة القنيطرة السورية في الجولان في أعقاب حرب حزيران (يونيو) 1967. ويبلغ عدد سكان المخيم حوالي 5,536 نسمة حسب إحصاءات عام 2005. ينحدر معظم السكان من قرى قضاء طبريا ومنها سمخ والنقيب والملاحة والحمّة إضافة إلى المواسي والزنغرية والتلاوية والمصاروة.